# リボン (東京スカパラダイスオーケストラの曲)
『リボン feat. 桜井和寿』（リボン フィーチャリング さくらいかずとし）は、日本のバンド・東京スカパラダイスオーケストラの45枚目のシングル。2019年8月7日にcutting edgeより発売された。
バンドのデビュー30周年を記念した「歌モノ」シングル。表題曲「リボン」には、ゲストボーカルとしてMr.Childrenの桜井和寿が参加している。

## 背景
本作発売前年となる2018年7月15日、つま恋リゾート 彩の郷で開催された野外音楽フェスティバル『ap bank fes '18』に東京スカパラダイスオーケストラが出演。以前から出演オファーはあったもののスケジュールが合わず「出たいのに出れない」状態が続いており、今回がバンドとして初の『ap bank fes』出演となった。本ステージでは桜井和寿とのコラボレーションが初めて実現し、桜井がボーカルを務める形で「美しく燃える森」が披露された。
以前より桜井をゲストボーカルに迎えたいという話は出ていたものの、それまでほとんど接点がなかった。『ap bank fes '18』での共演を経て、オファーに対し桜井から「スカパラ三十周年のために何かさせて欲しい」と快諾を受け本作の発売に至った。桜井も「いつ呼ばれるんだろうと思ってた」という。

## 制作
表題曲「リボン」は作詞を谷中敦が、作曲をNARGOが担当している。まずメンバー全員で楽曲制作にあたり、何曲か候補があった中から最終的にNARGOが作曲したものが採用された。経緯について谷中は「候補にはMr.Childrenをイメージして作ったような曲もあって、それはそれですごくよかったんですけど、それよりも『これこそスカパラだ』って曲を桜井くんに歌ってもらうほうがいいだろう」と東京スカパラダイスオーケストラらしい楽曲が選ばれた、と語っている。歌詞やサビのコード進行など、桜井和寿からもアイデアを貰って制作されたとのこと。

## 音楽性
表題曲「リボン」について、作曲を担当したNARGOは、「とにかく明るく前向きな、弾けた曲にしようと思って作りました」と語っている。サビのメロディの音符が多く、NARGO自身も制作時にこれは歌のメロディではなく楽器のメロディだと感じていたが、「『でも桜井さんだったら歌える!』って信じて」と現在の形となった。
作詞を担当した谷中敦は、歌詞について「人から贈り物をされたらリボンを解いて幸せを受け取る。そのあと自分もリボンを結んで人に幸せを渡せるような人間になりたい。そういうことを世代の交代みたいなことも含めて書けたらいいなと思った」と初下している。
また、桜井和寿は本楽曲について「スカパラさんだから説得力がある音と言葉。そこに自分の声で、身体ごと飛び込んでいけた」とコメントしている。一方、自身が書いていない歌詞を歌うことが難しかったとも語っており、「改めて、自分のシンガーとしての癖であったり、口の開き方であったりを計算して自分は歌詞を書いているんだなと思った」と振り返っている。

## リリース・プロモーション
CD+DVD盤（初回限定で紙ジャケット仕様）、CD only盤の2形態で発売。購入先によって異なる先着特典も用意された（後述）。また、発売と同時にダウンロード・サブスクリプション配信も開始された。
CDシングルとしては前作『明日以外すべて燃やせ feat. 宮本浩次』以来約9か月ぶりとなるリリース。

### 店舗特典
| 対象店舗                 | 特典内容                                                                |
| ------------------------ | ----------------------------------------------------------------------- |
| タワーレコード           | ラバーバンド                                                            |
| TSUTAYA RECORDS          | チケットホルダー                                                        |
| セブンネットショッピング | オリジナルリボンしおり（クリア素材しおりサイズ：45mm × 132mm + リボン） |
| 楽天ブックス             | オリジナルリボンしおり（紙素材しおりサイズ：45mm × 132mm + リボン）     |
| Amazon.co.jp             | オリジナルリボンしおり（紙素材しおりサイズ：45mm × 132mm + リボン）     |
| 上記以外の店舗           | リボンしおり（紙素材しおりサイズ：45mm × 132mm + リボン）               |

## アートワーク
本作のアートディレクターは吉永裕介 (solla Inc.) が担当。ジャケットでは、東京スカパラダイスオーケストラのメンバーと桜井和寿の10人が淡い水色のスーツに身を包み、赤いリボンを手にした写真が使用されている。

## 収録曲

### CD
- 全編曲・プロデュース：東京スカパラダイスオーケストラ

1. リボン feat. 桜井和寿 [3:56]
  - 作詞：谷中敦 / 作曲：NARGO

発売翌年の2020年5月に、キリンビール「ビールはいつも」篇のCMソングに起用された[17]。
発売に先駆けて、2019年7月17日に本楽曲の歌詞が公開された[18]。
2019年8月17日にZOZOマリンスタジアム開催された野外音楽フェスティバル『SUMMER SONIC 2019』でライブ初披露された[19]。
ミュージック・ビデオが制作された（後述）。
2. 遊戯みたいにGO [3:01]
  - 作詞：谷中敦 / 作曲：NARGO

日本テレビ系ドラマ『遊戯みたいにいかない。』主題歌[20]。
2019年4月18日に配信限定シングルとしてリリースされた楽曲[20]。
ミュージック・ビデオが制作された（後述）。
3. トーキョースカメドレー Spring 2019 Live at HIROSHIMA CLUB QUATTRO (from 30th Anniversary Tour「Traveling Ska JAMboree」) [14:47]
  1. STROKE OF FATE
    - 作曲：川上つよし

27thシングル。
  2. セサミストリート
    - 作詞・作曲：Joe Raposo, Bruce Hart, Jon Stone

2ndアルバム『ワールド フェイマス』収録曲。
  3. Wild Cat
    - 作曲：沖祐市

17thアルバム『欲望』収録曲。
  4. A Quick Drunkard
    - 作詞：谷中敦 / 作曲：加藤隆志

24thシングル。
  5. Sweet G
    - 作曲：東京スカパラダイスオーケストラ

4thアルバム『FANTASIA』収録曲。
4. リボン (Instrumental) [3:56]

### DVD
1. リボン feat. 桜井和寿 (Music Video)
監督は田辺秀伸が務めた。バンドメンバーと桜井が出演しており、「1つの小さな光が姿形を変えて展開していき、最後は大きな光の集まりとなって、演奏するメンバーを照らす」というコンセプトのもと、全編ワンカットで撮影された。ワンカット撮影は合計4回行なわれ、このうち4テイク目が採用されている。本ミュージック・ビデオはバンドの公式YouTubeチャンネルでも公開されている[21]。
2. 遊戯みたいにGO (Music Video)
監督は大久保拓朗が務めた。メンバーの希望により、ドラマのメインキャストである東京03、山下健二郎、山本舞香も出演している。本ミュージック・ビデオはバンドの公式YouTubeチャンネルでも公開されている[20]。

## 参加ミュージシャン
- 東京スカパラダイスオーケストラ
  - NARGO：Trumpet
  - 北原雅彦：Trombone
  - GAMO：Tenor Sax
  - 谷中敦：Baritone Sax
  - 加藤隆志：Guitar
  - 川上つよし：Bass
  - 沖祐市：Keyboards
  - 大森はじめ：Percussion
  - 茂木欣一：Drums
- 桜井和寿：Vocal (#1)

## ライブ映像作品
| 曲名                  | 作品名                                                                    |
| --------------------- | ------------------------------------------------------------------------- |
| リボン feat. 桜井和寿 | S.O.S. [Share One Sorrow]                                                 |
| リボン feat. 桜井和寿 | JUNK or GEM                                                               |
| リボン feat. 桜井和寿 | NO BORDER HITS 2025→2001 〜ベスト・オブ・東京スカパラダイスオーケストラ〜 |
| 遊戯みたいにGO        | SKA=ALMIGHTY                                                              |

## 収録アルバム
- 『ツギハギカラフル』 (#1, #2)
- 『TOKYO SKA TREASURES 〜ベスト・オブ・東京スカパラダイスオーケストラ〜』 (#1)
- 『TOKYO SKA 30 無観客ライブ ～僕ら、いつだってワイヤレスで繋がっている 2020.03.20』 (#2) - ライブ音源。
- 『SKA=ALMIGHTY』 (#1) - チリのバンド・Moral Distraída（スペイン語版）とコラボレーションした「Ribbon feat. Moral Distraída」として収録。歌詞も変更されている。
- 『S.O.S. [Share One Sorrow]』 (#1) - ライブツアー『東京スカパラダイスオーケストラ TOUR 2021「Together Again!」』の音源。
- 『NO BORDER HITS 2025→2001 〜ベスト・オブ・東京スカパラダイスオーケストラ〜』 (#1)